# Gerlebogk
Gerlebogk este o comună din landul Saxonia-Anhalt, Germania.